# Giro d'Italia de 2021
A 104.ª edição do Giro d'Italia foi uma corrida de ciclismo de estrada por etapas que se celebrou entre 8 e 30 de maio de 2021 com início na cidade de Turim e final na cidade de Milão na Itália. O percurso consta de um total de 21 etapas sobre uma distância total de 3479,9 quilómetros.
A corrida fez parte do circuito UCI WorldTour de 2021 dentro da categoria 2.uwT, calendário ciclístico de máximo nível mundial, sendo a décimo oitava corrida de dito circuito. O colombiano Egan Bernal do Ineos Grenadiers se proclamou vencedor da prova e esteve acompanhado no pódio pelo italiano Damiano Caruso do Bahrain Victorious e o britânico Simon Yates do BikeExchange, segundo e terceiro classificado respectivamente.

## Equipas participantes
Tomaram a partida um total de 23 equipas, dos quais assistiram por direito próprio os 19 equipas de categoria UCI WorldTeam e a equipa Alpecin-Fenix de categoria UCI ProTeam ao ter sido a melhor equipa desta categoria da temporada anterior. Assim mesmo, foram por convite directo da organização da corrida 3 equipas de categoria UCI ProTeam, todos eles com licença italiana, quem formaram um pelotão de 184 ciclistas . As equipas participantes foram:
| Equipes WorldTeam (19)- AG2R Citroën Team - Astana-Premier Tech - Bahrain Victorious - Bora-Hansgrohe - Cofidis - Deceuninck-Quick Step - EF Education-Nippo - Groupama-FDJ - Ineos Grenadiers - Intermarché-Wanty-Gobert Matériaux - Israel Start-Up Nation - Jumbo-Visma - Lotto Soudal - Movistar Team - Team BikeExchange - Team DSM - Qhubeka Assos - Trek-Segafredo - UAE Team Emirates Equipes ProTeam (4)- Alpecin-Fenix - Androni Giocattoli-Sidermec - Bardiani CSF Faizanè - Eolo-Kometa |
| |

## Percorrido
O Giro de Itália começou a 104.ª edição desde a região do Piamonte com uma contrarrelógio individual na cidade de Turim, seu percurso de vinte e uma etapas terá oito finais em alto onde se inclui o mítico porto do Monte Zoncolan subido desde o lado de Sutrio na 14.ª etapa, assim mesmo a etapa rainha será a 16.ª etapa que fará parte de uma etapa sem precedentes nos Dolomitas com mais de 5500 metros de desnível positivo com o encadeado montanhoso que inclui o passo de Fedaia (Cume Pantani), o Passo Giau (com seus 10 kms de pendentes ao 10%), o Passo Pordoi (2239 metros com pendentes constantes em torno do 6% durante os 12 kms) que será a Cume Coppi de 2021, e um final em Cortina d'Ampezzo ao norte de Itália.
Outra particularidade da Corsa Rosa será a passagem da corrida pelas fronteiras multinacionais em duas ocasiões, a 15.ª etapa passará por um circuito de 40 quilómetros entrando na Eslovénia, e a 20.ª etapa passará por estradas trans-fronteiriças com a Suíça.
Finalmente, o desnível positivo acumulado de toda a corrida será de 47 000 metros, e uma jornada definitiva na 21.ª etapa com outra contrarrelógio individual com meta na Praça da Catedral de Milão como a edição anterior, para um percurso total da corrida de 3479,9 quilómetros.
| Etapa | Data       | Percurso                         | type                      | Distância (km) | Elevação (m) | Vencedor           | Líder geral          |
| ----- | ---------- | -------------------------------- | ------------------------- | -------------- | ------------ | ------------------ | -------------------- |
| 1     | 8 mai.     | Turim – Turim                    | contrarrelógio individual | 8,6            | 50 m         | Filippo Ganna      | Filippo Ganna        |
| 2     | 9 mai.     | Stupinigi – Novara               | etapa plana               | 179            | 600 m        | Tim Merlier        | Filippo Ganna        |
| 3     | 10 mai.    | Biella – Canale                  | etapa escarpada           | 190            | 2 100 m      | Taco van der Hoorn | Filippo Ganna        |
| 4     | 11 mai.    | Placência – Sestola              | média montanha            | 187            | 1 800 m      | Joe Dombrowski     | Alessandro De Marchi |
| 5     | 12 mai.    | Módena – Cattolica               | etapa plana               | 177            | 200 m        | Caleb Ewan         | Alessandro De Marchi |
| 6     | 13 mai.    | Grutas de Frasassi – San Giacomo | média montanha            | 160            | 3 400 m      | Gino Mäder         | Attila Valter        |
| 7     | 14 mai.    | Notaresco – Termoli              | etapa plana               | 181            | 1 500 m      | Caleb Ewan         | Attila Valter        |
| 8     | 15 mai.    | Foggia – Guardia Sanframondi     | média montanha            | 170            | 3 400 m      | Victor Lafay       | Attila Valter        |
| 9     | 16 mai.    | Castel di Sangro – Campo Felice  | alta montanha             | 158            | 3 400 m      | Egan Bernal        | Egan Bernal          |
| 10    | 17 mai.    | Áquila – Foligno                 | etapa plana               | 139            | 1 300 m      | Peter Sagan        | Egan Bernal          |
|       | 18 de maio | Dia de descanso                  | Dia de descanso           |                |              |                    |                      |
| 11    | 19 mai.    | Perúgia – Montalcino             | etapa escarpada           | 162            | 2 300 m      | Mauro Schmid       | Egan Bernal          |
| 12    | 20 mai.    | Siena – Bagno di Romagna         | média montanha            | 212            | 3 700 m      | Andrea Vendrame    | Egan Bernal          |
| 13    | 21 mai.    | Ravena – Verona                  | etapa plana               | 198            | 200 m        | Giacomo Nizzolo    | Egan Bernal          |
| 14    | 22 mai.    | Cittadella – Monte Zoncolan      | alta montanha             | 205            | 3 700 m      | Lorenzo Fortunato  | Egan Bernal          |
| 15    | 23 mai.    | Grado – Gorizia                  | etapa escarpada           | 147            | 1 800 m      | Victor Campenaerts | Egan Bernal          |
| 16    | 24 mai.    | Sacile – Cortina d'Ampezzo       | alta montanha             | 153            | 3 600 m      | Egan Bernal        | Egan Bernal          |
|       | 25 de maio | Dia de descanso                  | Dia de descanso           |                |              |                    |                      |
| 17    | 26 mai.    | Canazei – Sega di Ala            | alta montanha             | 193            | 3 400 m      | Daniel Martin      | Egan Bernal          |
| 18    | 27 mai.    | Rovereto – Stradella             | etapa plana               | 231            | 600 m        | Alberto Bettiol    | Egan Bernal          |
| 19    | 28 mai.    | Abbiategrasso – Alpe di Mera     | alta montanha             | 166            | 2 800 m      | Simon Yates        | Egan Bernal          |
| 20    | 29 mai.    | Verbania – Motta di Campodolcino | alta montanha             | 164            | 4 200 m      | Damiano Caruso     | Egan Bernal          |
| 21    | 30 mai.    | Senago – Milão                   | contrarrelógio individual | 30,3           | 100 m        | Filippo Ganna      | Egan Bernal          |

## Classificações finais
- As classificações finalizaram da seguinte forma:[7]

### Classificação geral(Maglia Rosa)
| \| Classificação geral \| Classificação geral \| Classificação geral \| Classificação geral \| Classificação geral \| \| Ciclista \| Ciclista \| Equipe \| Tempo \| \| \| ------------------- \| ---------------------- \| ---------------------- \| ------------------- \| ------------------- \| \| 1. \| Egan Bernal \| Ineos Grenadiers \| 86h17m28s \| \| \| 2. \| Damiano Caruso \| Bahrain Victorious \| + 1m29s \| \| \| 3. \| Simon Yates \| BikeExchange \| + 4m15s \| \| \| 4. \| Aleksandr Vlasov \| Astana-Premier Tech \| + 6m40s \| \| \| 5. \| Daniel Felipe Martínez \| Ineos Grenadiers \| + 7m24s \| \| \| 6. \| João Almeida \| Deceuninck-Quick Step \| + 7m24s \| \| \| 7. \| Romain Bardet \| Team DSM \| + 8m05s \| \| \| 8. \| Hugh Carthy \| EF Education-Nippo \| + 8m56s \| \| \| 9. \| Tobias Foss \| Jumbo-Visma \| + 11m44s \| \| \| 10. \| Daniel Martin \| Israel Start-Up Nation \| + 18m35s \| \| \| 11. \| George Bennett \| Jumbo-Visma \| + 25m35s \| \| \| 12. \| Koen Bouwman \| Jumbo-Visma \| + 30m56s \| \| \| 13. \| Pello Bilbao \| Bahrain Victorious \| + 37m58s \| \| \| 14. \| Attila Valter \| Groupama-FDJ \| + 45m30s \| \| \| 15. \| Davide Formolo \| UAE Team Emirates \| + 47m21s \| \| \| 16. \| Lorenzo Fortunato \| Eolo-Kometa \| + 47m31s \| \| \| 17. \| Diego Ulissi \| UAE Team Emirates \| + 56m31s \| \| \| 18. \| Vincenzo Nibali \| Trek-Segafredo \| + 1h03m59s \| \| \| 19. \| Gorka Izagirre \| Astana-Premier Tech \| + 1h04m12s \| \| \| 20. \| Louis Vervaeke \| Alpecin-Fenix \| + 1h05m09s \| \| |                        |                        |            |
| |                        |                        |            |
| Fonte: ProCyclingStats |                        |                        |            |
| Classificação geral |                        |                        |            |
| Ciclista | Ciclista               | Equipe                 | Tempo      |
| 1. | Egan Bernal            | Ineos Grenadiers       | 86h17m28s  |
| 2. | Damiano Caruso         | Bahrain Victorious     | + 1m29s    |
| 3. | Simon Yates            | BikeExchange           | + 4m15s    |
| 4. | Aleksandr Vlasov       | Astana-Premier Tech    | + 6m40s    |
| 5. | Daniel Felipe Martínez | Ineos Grenadiers       | + 7m24s    |
| 6. | João Almeida           | Deceuninck-Quick Step  | + 7m24s    |
| 7. | Romain Bardet          | Team DSM               | + 8m05s    |
| 8. | Hugh Carthy            | EF Education-Nippo     | + 8m56s    |
| 9. | Tobias Foss            | Jumbo-Visma            | + 11m44s   |
| 10. | Daniel Martin          | Israel Start-Up Nation | + 18m35s   |
| 11. | George Bennett         | Jumbo-Visma            | + 25m35s   |
| 12. | Koen Bouwman           | Jumbo-Visma            | + 30m56s   |
| 13. | Pello Bilbao           | Bahrain Victorious     | + 37m58s   |
| 14. | Attila Valter          | Groupama-FDJ           | + 45m30s   |
| 15. | Davide Formolo         | UAE Team Emirates      | + 47m21s   |
| 16. | Lorenzo Fortunato      | Eolo-Kometa            | + 47m31s   |
| 17. | Diego Ulissi           | UAE Team Emirates      | + 56m31s   |
| 18. | Vincenzo Nibali        | Trek-Segafredo         | + 1h03m59s |
| 19. | Gorka Izagirre         | Astana-Premier Tech    | + 1h04m12s |
| 20. | Louis Vervaeke         | Alpecin-Fenix          | + 1h05m09s |

### Classificação por pontos(Maglia Ciclamino)
| Classificação por pontos | Classificação por pontos | Classificação por pontos           | Classificação por pontos | Classificação por pontos |
| Ciclista                 | Ciclista                 | Equipe                             | Pontos                   |                          |
| ------------------------ | ------------------------ | ---------------------------------- | ------------------------ | ------------------------ |
| 1.                       | Peter Sagan              | Bora-Hansgrohe                     | 136 pts                  |                          |
| 2.                       | Davide Cimolai           | Israel Start-Up Nation             | 118 pts                  |                          |
| 3.                       | Fernando Gaviria         | UAE Team Emirates                  | 116 pts                  |                          |
| 4.                       | Elia Viviani             | Cofidis                            | 86 pts                   |                          |
| 5.                       | Egan Bernal              | Ineos Grenadiers                   | 80 pts                   |                          |
| 6.                       | Dries De Bondt           | Alpecin-Fenix                      | 71 pts                   |                          |
| 7.                       | Andrea Pasqualon         | Intermarché-Wanty-Gobert Matériaux | 61 pts                   |                          |
| 8.                       | Simone Consonni          | Cofidis                            | 60 pts                   |                          |
| 9.                       | Edoardo Affini           | Jumbo-Visma                        | 59 pts                   |                          |
| 10.                      | Alberto Bettiol          | EF Education-Nippo                 | 57 pts                   |                          |

### Classificação da montanha(Maglia Azzurra)
| Classificação da montanha | Classificação da montanha | Classificação da montanha | Classificação da montanha | Classificação da montanha |
| Ciclista                  | Ciclista                  | Equipe                    | Pontos                    |                           |
| ------------------------- | ------------------------- | ------------------------- | ------------------------- | ------------------------- |
| 1.                        | Geoffrey Bouchard         | AG2R Citroën Team         | 184 pts                   |                           |
| 2.                        | Egan Bernal               | Ineos Grenadiers          | 140 pts                   |                           |
| 3.                        | Damiano Caruso            | Bahrain Victorious        | 99 pts                    |                           |
| 4.                        | Daniel Martin             | Israel Start-Up Nation    | 83 pts                    |                           |
| 5.                        | Simon Yates               | BikeExchange              | 61 pts                    |                           |
| 6.                        | João Almeida              | Deceuninck-Quick Step     | 54 pts                    |                           |
| 7.                        | Bauke Mollema             | Trek-Segafredo            | 53 pts                    |                           |
| 8.                        | Lorenzo Fortunato         | Eolo-Kometa               | 52 pts                    |                           |
| 9.                        | Romain Bardet             | Team DSM                  | 49 pts                    |                           |
| 10.                       | Michael Storer            | Team DSM                  | 46 pts                    |                           |

### Classificação dos jovens(Maglia Bianca)
| Classificação dos jovens | Classificação dos jovens | Classificação dos jovens | Classificação dos jovens | Classificação dos jovens |
| Ciclista                 | Ciclista                 | Equipe                   | Tempo                    |                          |
| ------------------------ | ------------------------ | ------------------------ | ------------------------ | ------------------------ |
| 1.                       | Egan Bernal              | Ineos Grenadiers         | 86h17m28s                |                          |
| 2.                       | Aleksandr Vlasov         | Astana-Premier Tech      | + 6m40s                  |                          |
| 3.                       | Daniel Felipe Martínez   | Ineos Grenadiers         | + 7m24s                  |                          |
| 4.                       | João Almeida             | Deceuninck-Quick Step    | + 7m24s                  |                          |
| 5.                       | Tobias Foss              | Jumbo-Visma              | + 11m44s                 |                          |
| 6.                       | Attila Valter            | Groupama-FDJ             | + 45m30s                 |                          |
| 7.                       | Lorenzo Fortunato        | Eolo-Kometa              | + 47m31s                 |                          |
| 8.                       | Michael Storer           | Team DSM                 | + 1h49m05s               |                          |
| 9.                       | Harold Tejada            | Astana-Premier Tech      | + 2h01m12s               |                          |
| 10.                      | Alessandro Covi          | UAE Team Emirates        | + 2h03m30s               |                          |

### Classificação dos sprint intermediários
| Classificação por velocidade | Classificação por velocidade | Classificação por velocidade       | Classificação por velocidade | Classificação por velocidade |
| Ciclista                     | Ciclista                     | Equipe                             | Pontos                       |                              |
| ---------------------------- | ---------------------------- | ---------------------------------- | ---------------------------- | ---------------------------- |
| 1.                           | Dries De Bondt               | Alpecin-Fenix                      | 70 pts                       |                              |
| 2.                           | Umberto Marengo              | Bardiani CSF Faizanè               | 64 pts                       |                              |
| 3.                           | Simon Pellaud                | Androni Giocattoli-Sidermec        | 53 pts                       |                              |
| 4.                           | Samuele Rivi                 | Eolo-Kometa                        | 32 pts                       |                              |
| 5.                           | Filippo Tagliani             | Androni Giocattoli-Sidermec        | 30 pts                       |                              |
| 6.                           | Francesco Gavazzi            | Eolo-Kometa                        | 23 pts                       |                              |
| 7.                           | Fernando Gaviria             | UAE Team Emirates                  | 21 pts                       |                              |
| 8.                           | Andrea Pasqualon             | Intermarché-Wanty-Gobert Matériaux | 21 pts                       |                              |
| 9.                           | Simone Ravanelli             | Androni Giocattoli-Sidermec        | 18 pts                       |                              |
| 10.                          | Mark Christian               | Eolo-Kometa                        | 16 pts                       |                              |

### Classificação da combatividade
| Classificação da combatividade | Classificação da combatividade | Classificação da combatividade | Classificação da combatividade | Classificação da combatividade |
| Ciclista                       | Ciclista                       | Equipe                         | Pontos                         |                                |
| ------------------------------ | ------------------------------ | ------------------------------ | ------------------------------ | ------------------------------ |
| 1.                             | Dries De Bondt                 | Alpecin-Fenix                  | 53 pts                         |                                |
| 2.                             | Egan Bernal                    | Ineos Grenadiers               | 51 pts                         |                                |
| 3.                             | Simon Pellaud                  | Androni Giocattoli-Sidermec    | 39 pts                         |                                |
| 4.                             | Umberto Marengo                | Bardiani CSF Faizanè           | 36 pts                         |                                |
| 5.                             | Geoffrey Bouchard              | AG2R Citroën Team              | 32 pts                         |                                |
| 6.                             | Damiano Caruso                 | Bahrain Victorious             | 31 pts                         |                                |
| 7.                             | João Almeida                   | Deceuninck-Quick Step          | 31 pts                         |                                |
| 8.                             | Fernando Gaviria               | UAE Team Emirates              | 26 pts                         |                                |
| 9.                             | Daniel Martin                  | Israel Start-Up Nation         | 22 pts                         |                                |
| 10.                            | Francesco Gavazzi              | Eolo-Kometa                    | 21 pts                         |                                |

### Classificação por equipas"Super Team"
| Classificação por equipes | Classificação por equipes | Classificação por equipes | Classificação por equipes |
| Equipe                    | Equipe                    | Tempo                     |                           |
| ------------------------- | ------------------------- | ------------------------- | ------------------------- |
| 1.                        | Ineos Grenadiers          | 259h30m31s                |                           |
| 2.                        | Jumbo-Visma               | + 26m52s                  |                           |
| 3.                        | Team DSM                  | + 29m09s                  |                           |
| 4.                        | Astana-Premier Tech       | + 33m05s                  |                           |
| 5.                        | Team BikeExchange         | + 1h15m12s                |                           |
| 6.                        | Trek-Segafredo            | + 1h27m09s                |                           |
| 7.                        | Movistar Team             | + 1h28m18s                |                           |
| 8.                        | Deceuninck-Quick Step     | + 1h37m51s                |                           |
| 9.                        | Bahrain Victorious        | + 1h51m05s                |                           |
| 10.                       | UAE Team Emirates         | + 1h54m04s                |                           |

## Evolução das classificações
| Etapa |                           | Vencedor _         | Classificação geral  | Prêmio por pontos | Prêmio de montanha | Sprints _        | Juventude     | Disputa _            | Fuga _            | Equipes _          |
| ----- | ------------------------- | ------------------ | -------------------- | ----------------- | ------------------ | ---------------- | ------------- | -------------------- | ----------------- | ------------------ |
| 1     | contrarrelógio individual | Filippo Ganna      | Filippo Ganna        | Filippo Ganna     | não atribuído      | não atribuído    | Filippo Ganna | Filippo Ganna        | não atribuído     | Jumbo-Visma        |
| 2     | etapa plana               | Tim Merlier        | Filippo Ganna        | Tim Merlier       | Vincenzo Albanese  | Filippo Ganna    | Filippo Ganna | Filippo Ganna        | Filippo Tagliani  | Jumbo-Visma        |
| 3     | etapa escarpada           | Taco van der Hoorn | Filippo Ganna        | Tim Merlier       | Vincenzo Albanese  | Simon Pellaud    | Filippo Ganna | Filippo Ganna        | Vincenzo Albanese | Jumbo-Visma        |
| 4     | média montanha            | Joe Dombrowski     | Alessandro De Marchi | Tim Merlier       | Joe Dombrowski     | Simon Pellaud    | Attila Valter | Alessandro De Marchi | Vincenzo Albanese | Bahrain Victorious |
| 5     | etapa plana               | Caleb Ewan         | Alessandro De Marchi | Giacomo Nizzolo   | Joe Dombrowski     | Filippo Tagliani | Attila Valter | Simon Pellaud        | Vincenzo Albanese | Bahrain Victorious |
| 6     | média montanha            | Gino Mäder         | Attila Valter        | Giacomo Nizzolo   | Gino Mäder         | Filippo Tagliani | Attila Valter | Gino Mäder           | Vincenzo Albanese | Bahrain Victorious |
| 7     | etapa plana               | Caleb Ewan         | Attila Valter        | Caleb Ewan        | Gino Mäder         | Simon Pellaud    | Attila Valter | Simon Pellaud        | Vincenzo Albanese | Bahrain Victorious |
| 8     | média montanha            | Victor Lafay       | Attila Valter        | Tim Merlier       | Gino Mäder         | Simon Pellaud    | Attila Valter | Simon Pellaud        | Simon Pellaud     | Ineos Grenadiers   |
| 9     | alta montanha             | Egan Bernal        | Egan Bernal          | Tim Merlier       | Geoffrey Bouchard  | Simon Pellaud    | Egan Bernal   | Simon Pellaud        | Simon Pellaud     | Ineos Grenadiers   |
| 10    | etapa plana               | Peter Sagan        | Egan Bernal          | Peter Sagan       | Geoffrey Bouchard  | Simon Pellaud    | Egan Bernal   | Simon Pellaud        | Simon Pellaud     | Ineos Grenadiers   |
| 11    | etapa escarpada           | Mauro Schmid       | Egan Bernal          | Peter Sagan       | Geoffrey Bouchard  | Simon Pellaud    | Egan Bernal   | Simon Pellaud        | Simon Pellaud     | Ineos Grenadiers   |
| 12    | média montanha            | Andrea Vendrame    | Egan Bernal          | Peter Sagan       | Geoffrey Bouchard  | Simon Pellaud    | Egan Bernal   | Dries De Bondt       | Simon Pellaud     | Ineos Grenadiers   |
| 13    | etapa plana               | Giacomo Nizzolo    | Egan Bernal          | Peter Sagan       | Geoffrey Bouchard  | Umberto Marengo  | Egan Bernal   | Simon Pellaud        | Simon Pellaud     | Ineos Grenadiers   |
| 14    | alta montanha             | Lorenzo Fortunato  | Egan Bernal          | Peter Sagan       | Geoffrey Bouchard  | Umberto Marengo  | Egan Bernal   | Simon Pellaud        | Simon Pellaud     | Ineos Grenadiers   |
| 15    | etapa escarpada           | Victor Campenaerts | Egan Bernal          | Peter Sagan       | Geoffrey Bouchard  | Umberto Marengo  | Egan Bernal   | Dries De Bondt       | Simon Pellaud     | Trek-Segafredo     |
| 16    | alta montanha             | Egan Bernal        | Egan Bernal          | Peter Sagan       | Geoffrey Bouchard  | Umberto Marengo  | Egan Bernal   | Dries De Bondt       | Simon Pellaud     | Trek-Segafredo     |
| 17    | alta montanha             | Daniel Martin      | Egan Bernal          | Peter Sagan       | Geoffrey Bouchard  | Dries De Bondt   | Egan Bernal   | Dries De Bondt       | Simon Pellaud     | Ineos Grenadiers   |
| 18    | etapa plana               | Alberto Bettiol    | Egan Bernal          | Peter Sagan       | Geoffrey Bouchard  | Dries De Bondt   | Egan Bernal   | Dries De Bondt       | Simon Pellaud     | Team DSM           |
| 19    | alta montanha             | Simon Yates        | Egan Bernal          | Peter Sagan       | Geoffrey Bouchard  | Dries De Bondt   | Egan Bernal   | Dries De Bondt       | Simon Pellaud     | Ineos Grenadiers   |
| 20    | alta montanha             | Damiano Caruso     | Egan Bernal          | Peter Sagan       | Geoffrey Bouchard  | Dries De Bondt   | Egan Bernal   | Dries De Bondt       | Simon Pellaud     | Ineos Grenadiers   |
| 21    | contrarrelógio individual | Filippo Ganna      | Egan Bernal          | Peter Sagan       | Geoffrey Bouchard  | Dries De Bondt   | Egan Bernal   | Dries De Bondt       | Simon Pellaud     | Ineos Grenadiers   |
| Final | Final                     |                    | Egan Bernal          | Peter Sagan       | Geoffrey Bouchard  | Dries De Bondt   | Egan Bernal   | Dries De Bondt       | Simon Pellaud     | Ineos Grenadiers   |

## Ciclistas participantes e posições finais
| Ineos Grenadiers IGD | Ineos Grenadiers IGD               | Ineos Grenadiers IGD |
| -------------------- | ---------------------------------- | -------------------- |
| Num                  | Ciclista                           | Pos                  |
| 1                    | Egan Bernal (COL)                  | 1.                   |
| 2                    | Jonathan Castroviejo (ESP)         | 23.                  |
| 3                    | Filippo Ganna (ITA) (CRI)          | 118.                 |
| 4                    | Daniel Felipe Martínez (COL) (CRI) | 5.                   |
| 5                    | Gianni Moscon (ITA)                | 24.                  |
| 6                    | Jhonatan Narváez (ECU)             | 49.                  |
| 7                    | Salvatore Puccio (ITA)             | 94.                  |
| 8                    | Pavel Sivakov (RUS)                | NP-6                 |

| AG2R Citroën Team ACT | AG2R Citroën Team ACT     | AG2R Citroën Team ACT |
| --------------------- | ------------------------- | --------------------- |
| Num                   | Ciclista                  | Pos                   |
| 11                    | Tony Gallopin (FRA)       | 60.                   |
| 12                    | François Bidard (FRA)     | NP-6                  |
| 13                    | Geoffrey Bouchard (FRA)   | 58.                   |
| 14                    | Clément Champoussin (FRA) | DNF-9                 |
| 15                    | Alexis Gougeard (FRA)     | 114.                  |
| 16                    | Lawrence Naesen (BEL)     | 119.                  |
| 17                    | Andrea Vendrame (ITA)     | 50.                   |
| 18                    | Larry Warbasse (USA)      | 41.                   |

| Alpecin-Fenix AFC | Alpecin-Fenix AFC              | Alpecin-Fenix AFC |
| ----------------- | ------------------------------ | ----------------- |
| Num               | Ciclista                       | Pos               |
| 21                | Tim Merlier (BEL)              | NP-11             |
| 22                | Dries De Bondt (BEL) (estrada) | 91.               |
| 23                | Jimmy Janssens (BEL)           | 65.               |
| 24                | Alexander Krieger (GER)        | 140.              |
| 25                | Senne Leysen (BEL)             | 101.              |
| 26                | Oscar Riesebeek (NED)          | 104.              |
| 27                | Gianni Vermeersch (BEL)        | 87.               |
| 28                | Louis Vervaeke (BEL)           | 20.               |

| Androni Giocattoli-Sidermec ANS | Androni Giocattoli-Sidermec ANS | Androni Giocattoli-Sidermec ANS |
| ------------------------------- | ------------------------------- | ------------------------------- |
| Num                             | Ciclista                        | Pos                             |
| 31                              | Alexander Cepeda (ECU)          | NP-19                           |
| 32                              | Simon Pellaud (SUI)             | 69.                             |
| 33                              | Andrii Ponomar (UKR)            | 67.                             |
| 34                              | Simone Ravanelli (ITA)          | 71.                             |
| 35                              | Eduardo Sepúlveda (ARG)         | 47.                             |
| 36                              | Filippo Tagliani (ITA)          | 123.                            |
| 37                              | Natnael Tesfatsion (ERI)        | 92.                             |
| 38                              | Nicola Venchiarutti (ITA)       | 132.                            |

| Astana-Premier Tech APT | Astana-Premier Tech APT           | Astana-Premier Tech APT |
| ----------------------- | --------------------------------- | ----------------------- |
| Num                     | Ciclista                          | Pos                     |
| 41                      | Aleksandr Vlasov (RUS)            | 4.                      |
| 42                      | Samuele Battistella (ITA)         | 82.                     |
| 43                      | Fabio Felline (ITA)               | NP-20                   |
| 44                      | Gorka Izagirre (ESP)              | 19.                     |
| 45                      | Vadim Pronskiy (KAZ)              | 40.                     |
| 46                      | Luis León Sánchez (ESP) (estrada) | 33.                     |
| 47                      | Matteo Sobrero (ITA)              | 61.                     |
| 48                      | Harold Tejada (COL)               | 36.                     |

| Bahrain Victorious TBV | Bahrain Victorious TBV   | Bahrain Victorious TBV |
| ---------------------- | ------------------------ | ---------------------- |
| Num                    | Ciclista                 | Pos                    |
| 51                     | Mikel Landa (ESP)        | DNF-5                  |
| 52                     | Yukiya Arashiro (JPN)    | 77.                    |
| 53                     | Pello Bilbao (ESP) (CRI) | 13.                    |
| 54                     | Damiano Caruso (ITA)     | 2.                     |
| 55                     | Gino Mäder (SUI)         | DNF-12                 |
| 56                     | Matej Mohorič (SLO)      | DNF-9                  |
| 57                     | Jan Tratnik (SLO)        | 70.                    |
| 58                     | Rafa Valls (ESP)         | 96.                    |

| Bardiani CSF Faizanè BCF | Bardiani CSF Faizanè BCF | Bardiani CSF Faizanè BCF |
| ------------------------ | ------------------------ | ------------------------ |
| Num                      | Ciclista                 | Pos                      |
| 61                       | Giovanni Visconti (ITA)  | 95.                      |
| 62                       | Enrico Battaglin (ITA)   | 85.                      |
| 63                       | Giovanni Carboni (ITA)   | 35.                      |
| 64                       | Filippo Fiorelli (ITA)   | 108.                     |
| 65                       | Davide Gabburo (ITA)     | 106.                     |
| 66                       | Umberto Marengo (ITA)    | 139.                     |
| 67                       | Filippo Zana (ITA)       | 73.                      |
| 68                       | Samuele Zoccarato (ITA)  | 105.                     |

| Bora-Hansgrohe BOH | Bora-Hansgrohe BOH        | Bora-Hansgrohe BOH |
| ------------------ | ------------------------- | ------------------ |
| Num                | Ciclista                  | Pos                |
| 71                 | Peter Sagan (SVK)         | 117.               |
| 72                 | Giovanni Aleotti (ITA)    | 80.                |
| 73                 | Cesare Benedetti (ITA)    | 103.               |
| 74                 | Maciej Bodnar (POL)       | 136.               |
| 75                 | Emanuel Buchmann (GER)    | DNF-15             |
| 76                 | Matteo Fabbro (ITA)       | 32.                |
| 77                 | Felix Großschartner (AUT) | 42.                |
| 78                 | Daniel Oss (ITA)          | 112.               |

| Cofidis COF | Cofidis COF                     | Cofidis COF |
| ----------- | ------------------------------- | ----------- |
| Num         | Ciclista                        | Pos         |
| 81          | Elia Viviani (ITA)              | 135.        |
| 82          | Natnael Berhane (ERI) (estrada) | DNF-15      |
| 83          | Simone Consonni (ITA)           | 110.        |
| 84          | Nicolas Edet (FRA)              | DNF-14      |
| 85          | Victor Lafay (FRA)              | NP-19       |
| 86          | Rémy Rochas (FRA)               | DNF-17      |
| 87          | Fabio Sabatini (ITA)            | 133.        |
| 88          | Attilio Viviani (ITA)           | 142.        |

| Deceuninck-Quick Step DQT | Deceuninck-Quick Step DQT | Deceuninck-Quick Step DQT |
| ------------------------- | ------------------------- | ------------------------- |
| Num                       | Ciclista                  | Pos                       |
| 91                        | Remco Evenepoel (BEL)     | NP-18                     |
| 92                        | João Almeida (POR)        | 6.                        |
| 93                        | Rémi Cavagna (FRA) (CRI)  | 68.                       |
| 94                        | Mikkel Honoré (DEN)       | 81.                       |
| 95                        | Iljo Keisse (BEL)         | 121.                      |
| 96                        | James Knox (GBR)          | 53.                       |
| 97                        | Fausto Masnada (ITA)      | DNF-12                    |
| 98                        | Pieter Serry (BEL)        | 56.                       |

| EF Education-Nippo EFN | EF Education-Nippo EFN           | EF Education-Nippo EFN |
| ---------------------- | -------------------------------- | ---------------------- |
| Num                    | Ciclista                         | Pos                    |
| 101                    | Hugh Carthy (GBR)                | 8.                     |
| 102                    | Jonathan Caicedo (ECU) (estrada) | DNF-11                 |
| 103                    | Simon Carr (GBR)                 | 66.                    |
| 104                    | Ruben Guerreiro (POR)            | DNF-15                 |
| 105                    | Jens Keukeleire (BEL)            | 78.                    |
| 106                    | Julius van den Berg (NED)        | 125.                   |
| 107                    | Alberto Bettiol (ITA)            | 30.                    |
| 109                    | Tejay van Garderen (USA)         | 84.                    |

| Eolo-Kometa EOK | Eolo-Kometa EOK         | Eolo-Kometa EOK |
| --------------- | ----------------------- | --------------- |
| Num             | Ciclista                | Pos             |
| 111             | Manuel Belletti (ITA)   | DNF-6           |
| 112             | Vincenzo Albanese (ITA) | 75.             |
| 113             | Mark Christian (GBR)    | 76.             |
| 114             | Márton Dina (HUN)       | 100.            |
| 115             | Lorenzo Fortunato (ITA) | 16.             |
| 116             | Francesco Gavazzi (ITA) | 29.             |
| 117             | Edward Ravasi (ITA)     | 46.             |
| 118             | Samuele Rivi (ITA)      | 129.            |

| Groupama-FDJ GFC | Groupama-FDJ GFC            | Groupama-FDJ GFC |
| ---------------- | --------------------------- | ---------------- |
| Num              | Ciclista                    | Pos              |
| 121              | Rudy Molard (FRA)           | 37.              |
| 122              | Matteo Badilatti (SUI)      | 34.              |
| 123              | Antoine Duchesne (CAN)      | 115.             |
| 124              | Simon Guglielmi (FRA)       | 90.              |
| 125              | Sébastien Reichenbach (SUI) | DNF-16           |
| 126              | Romain Seigle (FRA)         | 88.              |
| 127              | Attila Valter (HUN)         | 14.              |
| 128              | Lars van den Berg (NED)     | 64.              |

| Intermarché-Wanty-Gobert Matériaux IWG | Intermarché-Wanty-Gobert Matériaux IWG | Intermarché-Wanty-Gobert Matériaux IWG |
| -------------------------------------- | -------------------------------------- | -------------------------------------- |
| Num                                    | Ciclista                               | Pos                                    |
| 131                                    | Jan Hirt (CZE)                         | 26.                                    |
| 132                                    | Quinten Hermans (BEL)                  | 43.                                    |
| 133                                    | Wesley Kreder (NED)                    | 128.                                   |
| 134                                    | Riccardo Minali (ITA)                  | 143.                                   |
| 135                                    | Andrea Pasqualon (ITA)                 | 72.                                    |
| 136                                    | Simone Petilli (ITA)                   | 44.                                    |
| 137                                    | Rein Taaramäe (EST)                    | 51.                                    |
| 138                                    | Taco van der Hoorn (NED)               | 107.                                   |

| Israel Start-Up Nation ISN | Israel Start-Up Nation ISN | Israel Start-Up Nation ISN |
| -------------------------- | -------------------------- | -------------------------- |
| Num                        | Ciclista                   | Pos                        |
| 141                        | Daniel Martin (IRL)        | 10.                        |
| 142                        | Patrick Bevin (NZL)        | 48.                        |
| 143                        | Matthias Brändle (AUT)     | 130.                       |
| 144                        | Davide Cimolai (ITA)       | 127.                       |
| 145                        | Alessandro De Marchi (ITA) | DNF-12                     |
| 146                        | Alex Dowsett (GBR)         | DNF-12                     |
| 147                        | Krists Neilands (LAT)      | NP-2                       |
| 148                        | Guy Niv (ISR)              | 74.                        |

| Jumbo-Visma TJV | Jumbo-Visma TJV                | Jumbo-Visma TJV |
| --------------- | ------------------------------ | --------------- |
| Num             | Ciclista                       | Pos             |
| 151             | George Bennett (NZL) (estrada) | 11.             |
| 152             | Edoardo Affini (ITA)           | 113.            |
| 153             | Koen Bouwman (NED)             | 12.             |
| 154             | David Dekker (NED)             | NP-14           |
| 155             | Tobias Foss (NOR)              | 9.              |
| 156             | Dylan Groenewegen (NED)        | NP-14           |
| 157             | Paul Martens (GER)             | 99.             |
| 158             | Jos van Emden (NED)            | DNF-15          |

| Lotto-Soudal LTS | Lotto-Soudal LTS        | Lotto-Soudal LTS |
| ---------------- | ----------------------- | ---------------- |
| Num              | Ciclista                | Pos              |
| 161              | Caleb Ewan (AUS)        | DNF-8            |
| 162              | Jasper De Buyst (BEL)   | DNF-9            |
| 163              | Thomas De Gendt (BEL)   | NP-16            |
| 164              | Kobe Goossens (BEL)     | DNF-12           |
| 165              | Roger Kluge (GER)       | DNF-14           |
| 166              | Tomasz Marczyński (POL) | NP-9             |
| 167              | Stefano Oldani (ITA)    | 79.              |
| 168              | Harm Vanhoucke (BEL)    | 86.              |

| Movistar Team MOV | Movistar Team MOV      | Movistar Team MOV |
| ----------------- | ---------------------- | ----------------- |
| Num               | Ciclista               | Pos               |
| 171               | Marc Soler (ESP)       | DNF-12            |
| 172               | Dario Cataldo (ITA)    | 54.               |
| 173               | Matteo Jorgenson (USA) | 98.               |
| 174               | Nelson Oliveira (POR)  | 27.               |
| 175               | Antonio Pedrero (ESP)  | 22.               |
| 176               | Einer Rubio (COL)      | 39.               |
| 177               | Albert Torres (ESP)    | 138.              |
| 178               | Davide Villella (ITA)  | 55.               |

| BikeExchange BEX | BikeExchange BEX              | BikeExchange BEX |
| ---------------- | ----------------------------- | ---------------- |
| Num              | Ciclista                      | Pos              |
| 181              | Simon Yates (GBR)             | 3.               |
| 182              | Michael Hepburn (AUS)         | 120.             |
| 183              | Christopher Juul-Jensen (DEN) | 97.              |
| 184              | Tanel Kangert (EST)           | 21.              |
| 185              | Cameron Meyer (AUS) (estrada) | 111.             |
| 186              | Mikel Nieve (ESP)             | 25.              |
| 187              | Nick Schultz (AUS)            | NP-18            |
| 188              | Callum Scotson (AUS)          | 83.              |

| Team DSM DSM | Team DSM DSM         | Team DSM DSM |
| ------------ | -------------------- | ------------ |
| Num          | Ciclista             | Pos          |
| 191          | Jai Hindley (AUS)    | NP-14        |
| 192          | Nikias Arndt (GER)   | 62.          |
| 193          | Romain Bardet (FRA)  | 7.           |
| 194          | Nico Denz (GER)      | 102.         |
| 195          | Chris Hamilton (AUS) | 45.          |
| 196          | Max Kanter (GER)     | 116.         |
| 197          | Nicolas Roche (IRL)  | 59.          |
| 198          | Michael Storer (AUS) | 31.          |

| Qhubeka Assos TQA | Qhubeka Assos TQA               | Qhubeka Assos TQA |
| ----------------- | ------------------------------- | ----------------- |
| Num               | Ciclista                        | Pos               |
| 201               | Giacomo Nizzolo (ITA) (estrada) | NP-15             |
| 202               | Victor Campenaerts (BEL)        | NP-17             |
| 203               | Kilian Frankiny (SUI)           | 57.               |
| 204               | Bert-Jan Lindeman (NED)         | 122.              |
| 205               | Domenico Pozzovivo (ITA)        | NP-7              |
| 206               | Mauro Schmid (SUI)              | 93.               |
| 207               | Max Walscheid (GER)             | 124.              |
| 208               | Łukasz Wiśniowski (POL)         | 131.              |

| Trek-Segafredo TFS | Trek-Segafredo TFS           | Trek-Segafredo TFS |
| ------------------ | ---------------------------- | ------------------ |
| Num                | Ciclista                     | Pos                |
| 211                | Vincenzo Nibali (ITA)        | 18.                |
| 212                | Gianluca Brambilla (ITA)     | DNF-19             |
| 213                | Giulio Ciccone (ITA)         | NP-18              |
| 214                | Koen de Kort (NED)           | 134.               |
| 215                | Amanuel Gebrezgabihier (ERI) | 63.                |
| 216                | Bauke Mollema (NED)          | 28.                |
| 217                | Jacopo Mosca (ITA)           | 52.                |
| 218                | Matteo Moschetti (ITA)       | 141.               |

| UAE Team Emirates UAD | UAE Team Emirates UAD       | UAE Team Emirates UAD |
| --------------------- | --------------------------- | --------------------- |
| Num                   | Ciclista                    | Pos                   |
| 221                   | Davide Formolo (ITA)        | 15.                   |
| 222                   | Valerio Conti (ITA)         | 89.                   |
| 223                   | Alessandro Covi (ITA)       | 38.                   |
| 224                   | Joe Dombrowski (USA)        | NP-6                  |
| 225                   | Fernando Gaviria (COL)      | 109.                  |
| 226                   | Juan Sebastián Molano (COL) | 126.                  |
| 227                   | Maximiliano Richeze (ARG)   | 137.                  |
| 228                   | Diego Ulissi (ITA)          | 17.                   |

| Ineos Grenadiers IGD | Ineos Grenadiers IGD               | Ineos Grenadiers IGD |
| -------------------- | ---------------------------------- | -------------------- |
| Num                  | Ciclista                           | Pos                  |
| 1                    | Egan Bernal (COL)                  | 1.                   |
| 2                    | Jonathan Castroviejo (ESP)         | 23.                  |
| 3                    | Filippo Ganna (ITA) (CRI)          | 118.                 |
| 4                    | Daniel Felipe Martínez (COL) (CRI) | 5.                   |
| 5                    | Gianni Moscon (ITA)                | 24.                  |
| 6                    | Jhonatan Narváez (ECU)             | 49.                  |
| 7                    | Salvatore Puccio (ITA)             | 94.                  |
| 8                    | Pavel Sivakov (RUS)                | NP-6                 |

| AG2R Citroën Team ACT | AG2R Citroën Team ACT     | AG2R Citroën Team ACT |
| --------------------- | ------------------------- | --------------------- |
| Num                   | Ciclista                  | Pos                   |
| 11                    | Tony Gallopin (FRA)       | 60.                   |
| 12                    | François Bidard (FRA)     | NP-6                  |
| 13                    | Geoffrey Bouchard (FRA)   | 58.                   |
| 14                    | Clément Champoussin (FRA) | DNF-9                 |
| 15                    | Alexis Gougeard (FRA)     | 114.                  |
| 16                    | Lawrence Naesen (BEL)     | 119.                  |
| 17                    | Andrea Vendrame (ITA)     | 50.                   |
| 18                    | Larry Warbasse (USA)      | 41.                   |

| Alpecin-Fenix AFC | Alpecin-Fenix AFC              | Alpecin-Fenix AFC |
| ----------------- | ------------------------------ | ----------------- |
| Num               | Ciclista                       | Pos               |
| 21                | Tim Merlier (BEL)              | NP-11             |
| 22                | Dries De Bondt (BEL) (estrada) | 91.               |
| 23                | Jimmy Janssens (BEL)           | 65.               |
| 24                | Alexander Krieger (GER)        | 140.              |
| 25                | Senne Leysen (BEL)             | 101.              |
| 26                | Oscar Riesebeek (NED)          | 104.              |
| 27                | Gianni Vermeersch (BEL)        | 87.               |
| 28                | Louis Vervaeke (BEL)           | 20.               |

| Androni Giocattoli-Sidermec ANS | Androni Giocattoli-Sidermec ANS | Androni Giocattoli-Sidermec ANS |
| ------------------------------- | ------------------------------- | ------------------------------- |
| Num                             | Ciclista                        | Pos                             |
| 31                              | Alexander Cepeda (ECU)          | NP-19                           |
| 32                              | Simon Pellaud (SUI)             | 69.                             |
| 33                              | Andrii Ponomar (UKR)            | 67.                             |
| 34                              | Simone Ravanelli (ITA)          | 71.                             |
| 35                              | Eduardo Sepúlveda (ARG)         | 47.                             |
| 36                              | Filippo Tagliani (ITA)          | 123.                            |
| 37                              | Natnael Tesfatsion (ERI)        | 92.                             |
| 38                              | Nicola Venchiarutti (ITA)       | 132.                            |

| Astana-Premier Tech APT | Astana-Premier Tech APT           | Astana-Premier Tech APT |
| ----------------------- | --------------------------------- | ----------------------- |
| Num                     | Ciclista                          | Pos                     |
| 41                      | Aleksandr Vlasov (RUS)            | 4.                      |
| 42                      | Samuele Battistella (ITA)         | 82.                     |
| 43                      | Fabio Felline (ITA)               | NP-20                   |
| 44                      | Gorka Izagirre (ESP)              | 19.                     |
| 45                      | Vadim Pronskiy (KAZ)              | 40.                     |
| 46                      | Luis León Sánchez (ESP) (estrada) | 33.                     |
| 47                      | Matteo Sobrero (ITA)              | 61.                     |
| 48                      | Harold Tejada (COL)               | 36.                     |

| Bahrain Victorious TBV | Bahrain Victorious TBV   | Bahrain Victorious TBV |
| ---------------------- | ------------------------ | ---------------------- |
| Num                    | Ciclista                 | Pos                    |
| 51                     | Mikel Landa (ESP)        | DNF-5                  |
| 52                     | Yukiya Arashiro (JPN)    | 77.                    |
| 53                     | Pello Bilbao (ESP) (CRI) | 13.                    |
| 54                     | Damiano Caruso (ITA)     | 2.                     |
| 55                     | Gino Mäder (SUI)         | DNF-12                 |
| 56                     | Matej Mohorič (SLO)      | DNF-9                  |
| 57                     | Jan Tratnik (SLO)        | 70.                    |
| 58                     | Rafa Valls (ESP)         | 96.                    |

| Bardiani CSF Faizanè BCF | Bardiani CSF Faizanè BCF | Bardiani CSF Faizanè BCF |
| ------------------------ | ------------------------ | ------------------------ |
| Num                      | Ciclista                 | Pos                      |
| 61                       | Giovanni Visconti (ITA)  | 95.                      |
| 62                       | Enrico Battaglin (ITA)   | 85.                      |
| 63                       | Giovanni Carboni (ITA)   | 35.                      |
| 64                       | Filippo Fiorelli (ITA)   | 108.                     |
| 65                       | Davide Gabburo (ITA)     | 106.                     |
| 66                       | Umberto Marengo (ITA)    | 139.                     |
| 67                       | Filippo Zana (ITA)       | 73.                      |
| 68                       | Samuele Zoccarato (ITA)  | 105.                     |

| Bora-Hansgrohe BOH | Bora-Hansgrohe BOH        | Bora-Hansgrohe BOH |
| ------------------ | ------------------------- | ------------------ |
| Num                | Ciclista                  | Pos                |
| 71                 | Peter Sagan (SVK)         | 117.               |
| 72                 | Giovanni Aleotti (ITA)    | 80.                |
| 73                 | Cesare Benedetti (ITA)    | 103.               |
| 74                 | Maciej Bodnar (POL)       | 136.               |
| 75                 | Emanuel Buchmann (GER)    | DNF-15             |
| 76                 | Matteo Fabbro (ITA)       | 32.                |
| 77                 | Felix Großschartner (AUT) | 42.                |
| 78                 | Daniel Oss (ITA)          | 112.               |

| Cofidis COF | Cofidis COF                     | Cofidis COF |
| ----------- | ------------------------------- | ----------- |
| Num         | Ciclista                        | Pos         |
| 81          | Elia Viviani (ITA)              | 135.        |
| 82          | Natnael Berhane (ERI) (estrada) | DNF-15      |
| 83          | Simone Consonni (ITA)           | 110.        |
| 84          | Nicolas Edet (FRA)              | DNF-14      |
| 85          | Victor Lafay (FRA)              | NP-19       |
| 86          | Rémy Rochas (FRA)               | DNF-17      |
| 87          | Fabio Sabatini (ITA)            | 133.        |
| 88          | Attilio Viviani (ITA)           | 142.        |

| Deceuninck-Quick Step DQT | Deceuninck-Quick Step DQT | Deceuninck-Quick Step DQT |
| ------------------------- | ------------------------- | ------------------------- |
| Num                       | Ciclista                  | Pos                       |
| 91                        | Remco Evenepoel (BEL)     | NP-18                     |
| 92                        | João Almeida (POR)        | 6.                        |
| 93                        | Rémi Cavagna (FRA) (CRI)  | 68.                       |
| 94                        | Mikkel Honoré (DEN)       | 81.                       |
| 95                        | Iljo Keisse (BEL)         | 121.                      |
| 96                        | James Knox (GBR)          | 53.                       |
| 97                        | Fausto Masnada (ITA)      | DNF-12                    |
| 98                        | Pieter Serry (BEL)        | 56.                       |

| EF Education-Nippo EFN | EF Education-Nippo EFN           | EF Education-Nippo EFN |
| ---------------------- | -------------------------------- | ---------------------- |
| Num                    | Ciclista                         | Pos                    |
| 101                    | Hugh Carthy (GBR)                | 8.                     |
| 102                    | Jonathan Caicedo (ECU) (estrada) | DNF-11                 |
| 103                    | Simon Carr (GBR)                 | 66.                    |
| 104                    | Ruben Guerreiro (POR)            | DNF-15                 |
| 105                    | Jens Keukeleire (BEL)            | 78.                    |
| 106                    | Julius van den Berg (NED)        | 125.                   |
| 107                    | Alberto Bettiol (ITA)            | 30.                    |
| 109                    | Tejay van Garderen (USA)         | 84.                    |

| Eolo-Kometa EOK | Eolo-Kometa EOK         | Eolo-Kometa EOK |
| --------------- | ----------------------- | --------------- |
| Num             | Ciclista                | Pos             |
| 111             | Manuel Belletti (ITA)   | DNF-6           |
| 112             | Vincenzo Albanese (ITA) | 75.             |
| 113             | Mark Christian (GBR)    | 76.             |
| 114             | Márton Dina (HUN)       | 100.            |
| 115             | Lorenzo Fortunato (ITA) | 16.             |
| 116             | Francesco Gavazzi (ITA) | 29.             |
| 117             | Edward Ravasi (ITA)     | 46.             |
| 118             | Samuele Rivi (ITA)      | 129.            |

| Groupama-FDJ GFC | Groupama-FDJ GFC            | Groupama-FDJ GFC |
| ---------------- | --------------------------- | ---------------- |
| Num              | Ciclista                    | Pos              |
| 121              | Rudy Molard (FRA)           | 37.              |
| 122              | Matteo Badilatti (SUI)      | 34.              |
| 123              | Antoine Duchesne (CAN)      | 115.             |
| 124              | Simon Guglielmi (FRA)       | 90.              |
| 125              | Sébastien Reichenbach (SUI) | DNF-16           |
| 126              | Romain Seigle (FRA)         | 88.              |
| 127              | Attila Valter (HUN)         | 14.              |
| 128              | Lars van den Berg (NED)     | 64.              |

| Intermarché-Wanty-Gobert Matériaux IWG | Intermarché-Wanty-Gobert Matériaux IWG | Intermarché-Wanty-Gobert Matériaux IWG |
| -------------------------------------- | -------------------------------------- | -------------------------------------- |
| Num                                    | Ciclista                               | Pos                                    |
| 131                                    | Jan Hirt (CZE)                         | 26.                                    |
| 132                                    | Quinten Hermans (BEL)                  | 43.                                    |
| 133                                    | Wesley Kreder (NED)                    | 128.                                   |
| 134                                    | Riccardo Minali (ITA)                  | 143.                                   |
| 135                                    | Andrea Pasqualon (ITA)                 | 72.                                    |
| 136                                    | Simone Petilli (ITA)                   | 44.                                    |
| 137                                    | Rein Taaramäe (EST)                    | 51.                                    |
| 138                                    | Taco van der Hoorn (NED)               | 107.                                   |

| Israel Start-Up Nation ISN | Israel Start-Up Nation ISN | Israel Start-Up Nation ISN |
| -------------------------- | -------------------------- | -------------------------- |
| Num                        | Ciclista                   | Pos                        |
| 141                        | Daniel Martin (IRL)        | 10.                        |
| 142                        | Patrick Bevin (NZL)        | 48.                        |
| 143                        | Matthias Brändle (AUT)     | 130.                       |
| 144                        | Davide Cimolai (ITA)       | 127.                       |
| 145                        | Alessandro De Marchi (ITA) | DNF-12                     |
| 146                        | Alex Dowsett (GBR)         | DNF-12                     |
| 147                        | Krists Neilands (LAT)      | NP-2                       |
| 148                        | Guy Niv (ISR)              | 74.                        |

| Jumbo-Visma TJV | Jumbo-Visma TJV                | Jumbo-Visma TJV |
| --------------- | ------------------------------ | --------------- |
| Num             | Ciclista                       | Pos             |
| 151             | George Bennett (NZL) (estrada) | 11.             |
| 152             | Edoardo Affini (ITA)           | 113.            |
| 153             | Koen Bouwman (NED)             | 12.             |
| 154             | David Dekker (NED)             | NP-14           |
| 155             | Tobias Foss (NOR)              | 9.              |
| 156             | Dylan Groenewegen (NED)        | NP-14           |
| 157             | Paul Martens (GER)             | 99.             |
| 158             | Jos van Emden (NED)            | DNF-15          |

| Lotto-Soudal LTS | Lotto-Soudal LTS        | Lotto-Soudal LTS |
| ---------------- | ----------------------- | ---------------- |
| Num              | Ciclista                | Pos              |
| 161              | Caleb Ewan (AUS)        | DNF-8            |
| 162              | Jasper De Buyst (BEL)   | DNF-9            |
| 163              | Thomas De Gendt (BEL)   | NP-16            |
| 164              | Kobe Goossens (BEL)     | DNF-12           |
| 165              | Roger Kluge (GER)       | DNF-14           |
| 166              | Tomasz Marczyński (POL) | NP-9             |
| 167              | Stefano Oldani (ITA)    | 79.              |
| 168              | Harm Vanhoucke (BEL)    | 86.              |

| Movistar Team MOV | Movistar Team MOV      | Movistar Team MOV |
| ----------------- | ---------------------- | ----------------- |
| Num               | Ciclista               | Pos               |
| 171               | Marc Soler (ESP)       | DNF-12            |
| 172               | Dario Cataldo (ITA)    | 54.               |
| 173               | Matteo Jorgenson (USA) | 98.               |
| 174               | Nelson Oliveira (POR)  | 27.               |
| 175               | Antonio Pedrero (ESP)  | 22.               |
| 176               | Einer Rubio (COL)      | 39.               |
| 177               | Albert Torres (ESP)    | 138.              |
| 178               | Davide Villella (ITA)  | 55.               |

| BikeExchange BEX | BikeExchange BEX              | BikeExchange BEX |
| ---------------- | ----------------------------- | ---------------- |
| Num              | Ciclista                      | Pos              |
| 181              | Simon Yates (GBR)             | 3.               |
| 182              | Michael Hepburn (AUS)         | 120.             |
| 183              | Christopher Juul-Jensen (DEN) | 97.              |
| 184              | Tanel Kangert (EST)           | 21.              |
| 185              | Cameron Meyer (AUS) (estrada) | 111.             |
| 186              | Mikel Nieve (ESP)             | 25.              |
| 187              | Nick Schultz (AUS)            | NP-18            |
| 188              | Callum Scotson (AUS)          | 83.              |

| Team DSM DSM | Team DSM DSM         | Team DSM DSM |
| ------------ | -------------------- | ------------ |
| Num          | Ciclista             | Pos          |
| 191          | Jai Hindley (AUS)    | NP-14        |
| 192          | Nikias Arndt (GER)   | 62.          |
| 193          | Romain Bardet (FRA)  | 7.           |
| 194          | Nico Denz (GER)      | 102.         |
| 195          | Chris Hamilton (AUS) | 45.          |
| 196          | Max Kanter (GER)     | 116.         |
| 197          | Nicolas Roche (IRL)  | 59.          |
| 198          | Michael Storer (AUS) | 31.          |

| Qhubeka Assos TQA | Qhubeka Assos TQA               | Qhubeka Assos TQA |
| ----------------- | ------------------------------- | ----------------- |
| Num               | Ciclista                        | Pos               |
| 201               | Giacomo Nizzolo (ITA) (estrada) | NP-15             |
| 202               | Victor Campenaerts (BEL)        | NP-17             |
| 203               | Kilian Frankiny (SUI)           | 57.               |
| 204               | Bert-Jan Lindeman (NED)         | 122.              |
| 205               | Domenico Pozzovivo (ITA)        | NP-7              |
| 206               | Mauro Schmid (SUI)              | 93.               |
| 207               | Max Walscheid (GER)             | 124.              |
| 208               | Łukasz Wiśniowski (POL)         | 131.              |

| Trek-Segafredo TFS | Trek-Segafredo TFS           | Trek-Segafredo TFS |
| ------------------ | ---------------------------- | ------------------ |
| Num                | Ciclista                     | Pos                |
| 211                | Vincenzo Nibali (ITA)        | 18.                |
| 212                | Gianluca Brambilla (ITA)     | DNF-19             |
| 213                | Giulio Ciccone (ITA)         | NP-18              |
| 214                | Koen de Kort (NED)           | 134.               |
| 215                | Amanuel Gebrezgabihier (ERI) | 63.                |
| 216                | Bauke Mollema (NED)          | 28.                |
| 217                | Jacopo Mosca (ITA)           | 52.                |
| 218                | Matteo Moschetti (ITA)       | 141.               |

| UAE Team Emirates UAD | UAE Team Emirates UAD       | UAE Team Emirates UAD |
| --------------------- | --------------------------- | --------------------- |
| Num                   | Ciclista                    | Pos                   |
| 221                   | Davide Formolo (ITA)        | 15.                   |
| 222                   | Valerio Conti (ITA)         | 89.                   |
| 223                   | Alessandro Covi (ITA)       | 38.                   |
| 224                   | Joe Dombrowski (USA)        | NP-6                  |
| 225                   | Fernando Gaviria (COL)      | 109.                  |
| 226                   | Juan Sebastián Molano (COL) | 126.                  |
| 227                   | Maximiliano Richeze (ARG)   | 137.                  |
| 228                   | Diego Ulissi (ITA)          | 17.                   |

Convenções:
- AB-N: Abandono na etapa "N"
- FLT-N: Retiro por chegada fora do limite de tempo na etapa "N"
- NTS-N: Não tomou a saída para a etapa "N"
- DES-N: Desclassificado ou expulsado na etapa "N"

## UCI World Ranking
O Giro de Itália outorgou pontos para o UCI World Ranking para corredores das equipas nas categorias UCI WorldTeam, UCI ProTeam e Continental. As seguintes tabelas mostram o barómetro de pontuação e os 10 corredores que obtiveram mais pontos:
| Posição                  | 1.º | 2.º | 3.º | 4.º | 5.º | 6.º | 7.º | 8.º | 9.º | 10.º | 11.º | 12.º | 13.º | 14.º | 15.º | 16.º | 17.º | 18.º | 19.º | 20.º | 21.º - 25.º | 26.º - 30.º | 31.º - 40.º | 41.º - 50.º | 51.º - 55.º | 56.º - 60.º |
| Classificação geral      | 850 | 680 | 575 | 460 | 380 | 320 | 260 | 220 | 180 | 140  | 120  | 100  | 84   | 68   | 60   | 56   | 52   | 48   | 44   | 40   | 32          | 24          | 20          | 16          | 12          | 8           |
| Por etapa                | 100 | 40  | 20  | 12  | 4   |     |     |     |     |      |      |      |      |      |      |      |      |      |      |      |             |             |             |             |             |             |
| Líder                    | 20  |     |     |     |     |     |     |     |     |      |      |      |      |      |      |      |      |      |      |      |             |             |             |             |             |             |
| Classificação secundária | 100 | 40  | 20  |     |     |     |     |     |     |      |      |      |      |      |      |      |      |      |      |      |             |             |             |             |             |             |

Nota:
1. ↑  Só classificações da regularidade e a montanha.

| Classificação |                        |                        |       |       |       |       |      |
| Posição       | Ciclista               | Equipa                 | Geral | Etapa | Líder | Total |      |
| ------------- | ---------------------- | ---------------------- | ----- | ----- | ----- | ----- | ---- |
| 1.º           | Egan Bernal            | Ineos Grenadiers       | 850   | 312   | 240   | 40    | 1442 |
| 2.º           | Damiano Caruso         | Bahrain Victorious     | 680   | 136   | -     | 20    | 836  |
| 3.º           | Simon Yates            | BikeExchange           | 575   | 120   | -     | -     | 695  |
| 4.º           | Aleksandr Vlasov       | Astana-Premier Tech    | 460   | 24    | -     | -     | 484  |
| 5.º           | João Almeida           | Deceuninck-Quick Step  | 320   | 100   | -     | -     | 420  |
| 6.º           | Daniel Felipe Martínez | Ineos Grenadiers       | 380   | 20    | -     | -     | 400  |
| 7.º           | Romain Bardet          | DSM                    | 260   | 52    | -     | -     | 312  |
| 8.º           | Daniel Martin          | Israel Start-Up Nation | 140   | 124   | -     | -     | 264  |
| 9.º           | Filippo Ganna          | Ineos Grenadiers       | -     | 200   | 60    | -     | 260  |
| 10.º          | Peter Sagan            | Bora-Hansgrohe         | -     | 156   | -     | 100   | 256  |